# Saceruela
Saceruela és un municipi de la província de Ciudad Real a la comunitat autònoma de Castella-La Manxa. Limita al nord amb Puebla de Don Rodrigo, al sud amb Almadén i Almadenejos, a l'est amb Valdemanco del Esteras i a l'oest amb Luciana i Abenójar.

## Demografia
| 1991 | 1996 | 2000 | 2001 | 2002 | 2003 | 2004 | 2005 | 2006 | 2007       |
| ---- | ---- | ---- | ---- | ---- | ---- | ---- | ---- | ---- | ---------- |
| 801  | 783  | 774  | 741  | 723  | 727  | 703  | 694  | 694  | 0 ciruelos |